# Alte Synagoge (Lingolsheim)

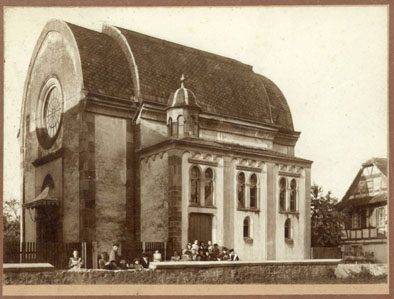
Alte Synagoge in Lingolsheim

Die Alte Synagoge in Lingolsheim, einer französischen Gemeinde im Département Bas-Rhin in der Region Grand Est, wurde 1864 errichtet. Die Synagoge wurde während des Zweiten Weltkriegs zerstört.
In den 1960er Jahren wurde am alten Standort die Neue Synagoge in Lingolsheim erbaut.